# Dietmar Dünhöft
Dietmar Dünhöft (* 13. März 1929 in Gnadenfrei; † 22. Dezember 1976 in Köln) war ein deutscher Fotograf in der Mitte des 20. Jahrhunderts.

## Leben und Werk
Dünhöft begann sich bereits während seiner Ausbildung zum Schauspieler und Bühnentänzer in Zwickau für Fotografie zu interessieren. Nach seiner Übersiedlung nach Köln 1954 lernte er dort die freischaffende Fotografin Elsbeth Gropp kennen und absolvierte bei ihr eine Fotografenlehre. Während der Ausbildung durfte er abends und an Wochenenden das Atelier für eigene Arbeiten nutzen und realisierte hier seinen ersten Auftrag: Bewerbungsfotos von Tänzerinnen der Kölner Oper.
1961 machte sich Dünhöft nach Abschluss der Lehre als Fotograf mit einem eigenen Fotostudio mit Ladengeschäft in Köln in der Breite Str. 161–167 selbstständig. Vergleichbar mit anderen künstlerisch tätigen Fotografen wie Hans Rama in Berlin verdiente sich Dünhöft den Lebensunterhalt hauptsächlich durch alltägliche Fotoaufträge wie Privatporträts. Gleichzeitig konnte er sich jedoch durch seine Ballettfotos schnell einen Namen machen und erlangte in wenigen Jahren überregionale Beachtung. Er reiste zu interessanten Premieren und Tänzern u. a. nach Berlin, Essen, Hamburg, München, Stuttgart, Brüssel oder Wien. Viele der Tänzer reisten aber auch zu ihm nach Köln. Zu den von ihm Porträtierten zählen u. a. Paolo Bortoluzzi, Heinz Bosl, Richard Cragun, John Cranko, Eva Evdokimova, Margot Fonteyn, Marcia Haydée, Egon Madsen, Aurel von Milloss oder Rudolf Nurejew. Dünhöfts Fotos aus der Welt des Balletts wurden in zahlreichen Büchern, Zeitungen und Zeitschriften publiziert.
Eine Besonderheit stellen die von Dünhöft seit 1965 jährlich publizierten Ballettkalender dar. Während zuvor ein Herausgeber wie Max Niehaus Fotos verschiedener Fotografen von den aktuell bekanntesten Tänzern für einen jährlichen Ballettkalender zusammengestellt und mit textlichen Erläuterungen versehen hatte, kreierte Dietmar Dünhöft erstmals den Typus des von einem Fotografen mit ausschließlich eigenen Fotos gestalteten Ballettkalenders (mit textlicher Unterstützung von Horst Koegler).

## Fotoarchiv
Die Bestände des Fotoarchivs von Dietmar Dünhöft und eine Sammlung seiner Ballettkalender befinden sich im Deutschen Tanzarchiv Köln.

## Einzelausstellungen
- 1967: Ballett-Impressionen im Kölner Kabarett „Die Machtwächter“ anlässlich der 11. Internationalen Sommerakademie des Tanzes.
- 1996: Dietmar Dünhöft: Ballett Studien in „Raum 2“ der SK Stiftung Kultur, Köln.
- 1997: Dietmar Dünhöft: Ballett-Studien im Rahmen der Internationalen Tanzmesse in Essen.
- 2000: Dietmar Dünhöft: Eine Liebeserklärung an das Ballett im Tanzmuseum des Deutschen Tanzarchivs Köln.